# Список керівників держав 12 року

## Європа
- плем'я атребатів — король Епілл (8-15)
- Боспорська держава — цар Рескупорід I Аспург (14 до н. е.- 37 н. е.)
- правитель племені Вотадинів Овен ап Афалах (10 до н. е. — 25 н. е.)
- Ірландія — верховний король Ферадах Фіндфехтнах (9-14)
- цар кантіїв Восеніос
- плем'я катувеллаунів — вождь Кунобелін (9-43)
- плем'я маркоманів — вождь Маробод (9 до н. е.-19 н. е.)
- пропретор провінції Мезія Гай Поппей Сабін
- Одриське царство — цар Реметалк I (12 до н. е.- 12 н. е.)
 по ньому — Рескупорід II і Котіс VIII
- плем'я херусків — вождь Арміній (17 до н. е. — 21 н. е.)
- Римська імперія
  - імператор Октавіан Август (27 до н. е.-14 н. е.)
  - консули Германік і Гай Фонтей Капітон

## Азія
- китайський імператор династії Сінь Ван Ман (9-23)
- цар Великої Вірменії Тигран V (16 до н. е.-36)
- тетрарх Галілеї та Переї Ірод Антипа (20 до н. е.-†39)
- цар Елімаїди Камнаскір VIII
- цар Іберії Фарсман I (1-58)
- індо-грецький цар Стратон II (25 до н. е.-10)
- цар Каппадокії і Малої Вірменії Архелай (36 до н. е.-17)
- тхеван Когурьо Юрімьон (19 до н. е.-18)
- цар Коммагени Антіох III (12 до н. е.-17)
- цар Кушану Герай
- цар Набатеї Арета IV Філопатор (9 до н. е.-40)
- цар Осроени Ма'ну IV
- цар Парфії Вонон I
по ньому — Артабан II (8–12)
- тхеван Пекче Онджо
- цариця Понту, Боспору та Колхіди Піфодорида Понтійська (8 до н. е.-21)
- правитель Сатватханів Пулумаві I
- правитель Сілли Намхе Чхачхаун (4-24)
- намісник римського імператора в Сирії Квіріній
- цар Харакени Абінерга I
- шаньюй Хунну Учжулю
- первосвященник Юдеї Анна (6-15)
- імператор Японії Суйнін (68до н. е.-70)

## Африка
- Кушський цар Натакамані
- король Мавретанії Юба II